# AN/APG-77

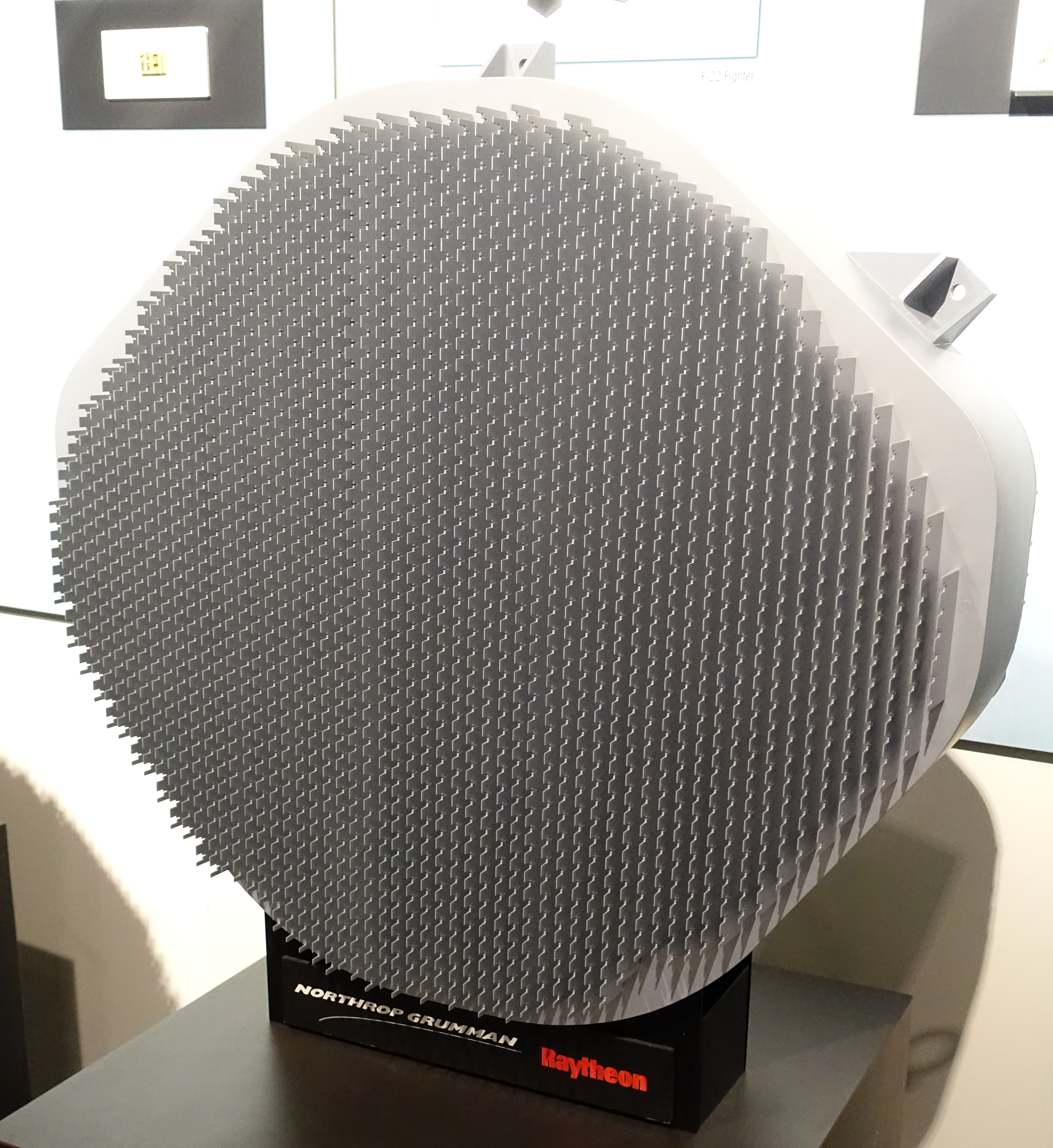
De radar bestaat uit 1956 transceiver modules.

De AN/APG-77 (Army-Navy / Aircraft, automatic transmitting and receiving, aircraft transmitting) is een active electronically scanned array AESA-radar zonder bewegende delen van Northrop Grumman voor de F-22 Raptor. Hij is vanaf lot 5 opgevolgd door de AN/APG-77(V)1, afgeleid van de  AN/APG-81.
De AN-APG-77 is een synthetische-apertuurradar die bestaat uit 1956 solid state transceiver modules elk ter grootte van een tandenstoker, elk 15 gram en 4 watt. De radarbundel is elektronisch stuurbaar in een tiental nanosecondes en kijkt 515 km ver over 120°. Het piekvermogen bedraagt 20 kW. Hij werkt in de X-band. Hij is goed bestand tegen stoorzenders. Hij kost ongeveer 5 miljoen USD per vliegtuig.
In lucht-luchtmodus detecteert en volgt de AN/APG-77 doelwitten als vliegtuigen, helikopters, raketten, kruisvluchtwapens en onbemande luchtvaartuigen. Hij kan tegelijk heel het luchtruim afzoeken en welbepaalde doelwitten volgen, dit wordt track-while-scan genoemd. Hij dient ook voor vuurleiding en radiocommunicatie.
In lucht-grondmodus biedt hij met synthetische-apertuurradar beelden van doelwitten als voertuigen en installaties en hij is ook bruikbaar bij opsporing en redding en verkenning. Hij onderscheidt bewegende doelen: ground moving target indication and track (GMTI/GMTT).